# Louise Boursier
Louise (Bourgeois) Boursier (1563 – 20 december 1636) was de officiële vroedvrouw aan het koninklijk hof van koning Hendrik IV van Frankrijk. Ze was ook de eerste vrouwelijke auteur in Frankrijk die een medische tekst publiceerde.  
Ze leerde het vak grotendeels zelf en hielp Parijse vrouwen uit alle lagen van de bevolking bij de bevalling. Ook gaf ze hun advies en behandelingen op het gebied van verloskunde en gynaecologie, voordat ze in 1601 voor koningin Maria de' Medici ging werken.  Bourgeois leverde met succes Lodewijk XIII van Frankrijk (1601) en zijn vijf koninklijke broers en zussen: Elizabeth, koningin van Spanje (1602); Christine Marie, hertogin van Savoye (1607); Nicolas Henri, hertog van Orléans (1607); Gaston, hertog van Orléans (1608); en Henrietta Maria, koningin van Engeland, koningin van Schotland en koningin van Ierland (1609). In 1609 publiceerde Bourgeois het eerste van drie opeenvolgende delen over verloskunde: Observations diverses sur la sterilité, perte de fruict, foecondite, accouchements et maladies des femmes et enfants nouveaux naiz / Amplement traictees et heureusement praticquees par L. Bourgeois dite Boursier (Diverse observaties over steriliteit, miskraam, vruchtbaarheid, bevalling en ziekten van vrouwen en pasgeboren kinderen ruimschoots behandeld en met succes geoefend). De volgende delen werden in 1617 en 1626 uitgegeven, ook in Parijs.
Haar publicaties omvatten innovatieve, op observatie gebaseerde verloskundige protocollen voor het begeleiden van moeilijke bevallingen, evenals advies voor zwangere vrouwen, moeders die net bevallen zijn en pasgeborenen. Bourgeois gaf ook recepten voor verschillende soorten medicijnen, die een vrouw eenvoudig zelf kon maken. In de drie delen staan meer dan veertig gedetailleerde voorbeelden uit de praktijk. Deze voorbeelden waren een belangrijke stap in de opkomst van het opkomende empirisme van de zeventiende-eeuwse Europese wetenschap en geneeskunde. 
Het was Bourgeois' belangrijkste doel om vroedvrouwen beter op te leiden, zodat ze vrouwen deskundiger konden helpen met hun verloskundige en gynaecologische problemen. Daarnaast wilde ze vrouwen zelf leren hoe ze goed voor hun lichaam konden zorgen.  In een tijd dat de beste vroedvrouwen van Parijs streden om rijke klanten – die steeds vaker de voorkeur gaven aan mannelijke chirurgen, niet alleen bij moeilijke maar ook bij gewone bevallingen – uitte Bourgeois kritiek op het onbekwame en onwetende handelen van zowel vroedvrouwen als chirurgen en artsen als het ging om de zorg voor zwangere vrouwen, vrouwen tijdens de bevalling en moeders die net bevallen waren.  Bovendien voorzag Bourgeois een samenwerkingsgerichte relatie in plaats van een hiërarchische relatie tussen opgeleide vroedvrouwen, chirurgen en artsen. Een relatie die de beste belangen van moeder en kind zou dienen. 
De werken van Bourgeois waren in haar tijd net zo populair als die van mannelijke medische auteurs als Ambroise Paré en Jacques Guillemeau. Ook na haar dood genoot ze nog roem en invloed in Frankrijk en daarbuiten. Haar werk wordt weerspiegeld in Jane Sharps The Midwives Book: Or the Whole Art of Midwifry Discovered (1671); Marguerite du Tertre de la Marche's Instructie familière et utile aux sages-femmes pour bien pratiquer les accouchemens (1677); en Die chur-Brandeburgische Hoff-Wehe-Mutter van Justine Siegemund (1690).  Ook Angélique Marguerite Le Boursier du Coudray (ca. 1712–1794) volgde het voorbeeld van Bourgeois; het is onbekend of du Coudray verwant was aan Bourgeois. 
Bourgeois' carrière als vroedvrouw aan het koninklijk hof duurde meer dan zesentwintig jaar. Voor elk van de laatste vier geboortes van Lodewijk XIII's broers en zussen kreeg ze 900 livres, een bedrag dat acht keer hoger was dan het gemiddelde salaris van een gemeentelijke vroedvrouw.  In 1608 ontving ze een extra bedrag van 6000 livres, waarschijnlijk als erkenning voor haar superieure diensten aan de koninklijke familie.  Na de geboorte van het laatste kind van Maria de' Medici in 1609 vroeg Bourgeois om een pensioen. Koning Hendrik IV ging akkoord met 900 livres, wat werd beschouwd als een redelijk pensioeninkomen. 

## Jeugd
Bourgeois werd in 1563 geboren in een welvarende familie in de Faubourg Saint-Germain, een elegante buitenwijk net buiten Parijs. Zelf schreef ze hierover: "Voor geen goud zouden we ons huis hebben geruild voor een mooi huis in de stad, want … we hadden alles wat de stadsbewoners hadden, plus schone lucht en de vrijheid om te wandelen op prachtige plekken." 
In 1584 trouwde Bourgeois met Martin Boursier, een barbier-chirurg die twintig jaar had gewoond en gewerkt met de vooruitstrevende verloskundige en chirurg Ambroise Paré.  Het echtpaar leidde een comfortabel leven totdat de dynastieke en godsdienstoorlogen, die Frankrijk al dertig jaar teisterden, ook de rust van hun buitenwijk verstoorden.  In 1589, terwijl haar man met het leger op pad was, verwoestten troepen het ouderlijk huis van Bourgeois en andere soortgelijke huizen. Ze ontsnapte met haar drie kinderen en moeder binnen de stadsmuren van Parijs.
Om in haar levensonderhoud te voorzien, verkocht Bourgeois naar eigen zeggen de meubels en andere bezittingen die ze uit haar huis had gered, evenals haar borduurwerk.  Hoewel het leven zwaar was toen haar echtgenoot aan het front diende, verbeterde hun financiële situatie niet na zijn terugkeer eind 1593 of begin 1594.  Bourgeois vertelt dat ze, omdat ze kon lezen en een chirurg als echtgenoot had, ‘[een] respectabele vrouw [dat wil zeggen, een niet-gediplomeerde vroedvrouw] die mijn drie kinderen op de wereld had gezet en die me mocht, me ervan overtuigde om te leren hoe ik vroedvrouw moest worden.’  Aanvankelijk schrijft Bourgeois: ‘kon ik mezelf er niet toe brengen [vroedvrouw te worden] toen ik dacht aan de [verantwoordelijkheid van] het laten dopen van kinderen. … Uiteindelijk … deed de angst om mijn kinderen honger te zien lijden me het toch doen.’ 

## Begin van de carrière
In tegenstelling tot de meeste vroedvrouwen heeft Bourgeois het vak niet geleerd door in de leer te gaan bij een meer ervaren vroedvrouw. Ze zegt ook niet dat haar man haar lesgaf. In plaats daarvan vertelt ze dat ze het werk van Ambroise Paré las, die rond 1593 of 1594, toen Bourgeois besloot vroedvrouw te worden, overleed (hij stierf in 1590). In het werk van Paré zou Bourgeois instructies hebben gevonden over hoe een verloskundige techniek genaamd podalische versie moest worden uitgevoerd, die hij opnieuw in de medische praktijk introduceerde; deze techniek maakt het mogelijk dat een vroedvrouw een slecht liggend kind met de voeten eerst op de wereld brengt.  Dankzij deze procedure was het niet langer nodig om haken of andere scherpe instrumenten te gebruiken om de aangetaste foetus te verwijderen. Deze procedure zou de foetus doden en soms ook de moeder dodelijk verwonden.
Paré benadrukte ook het belang van het leren van de menselijke anatomie door het uitvoeren van dissecties, een onderdeel van de medische en chirurgische opleiding waar de meeste vroedvrouwen nooit toegang toe hadden.  Bourgeois had echter een vriendschap met de hoofdvroedvrouw van het Parijse Hôtel-Dieu (een armenziekenhuis); zij stond Bourgeois toe om zowel bevallingen van baby's als autopsies van vrouwen die in het kraambed waren overleden, bij te wonen.  Dankzij deze ervaringen heeft ze meer kennis opgedaan over de vrouwelijke anatomie en de vaardigheden die nodig zijn om veilig een baby op de wereld te brengen. In die tijd was het Hôtel-Dieu de enige instelling in Parijs waar vrouwen een formele opleiding tot vroedvrouw konden volgen.  Maar het aantal leerlingplaatsen was beperkt: er werden slechts vier stagiairs per kwartaal aangenomen. 
Bourgeois vertelt dat haar eerste klant de vrouw van haar portier was.  Na deze eerste bevalling raakte ze ‘heel druk bezig onder de armen en andere soorten mensen.’  In 1598 verscheen Bourgeois voor de officiële medische licentiecommissie om een vroedvrouwenlicentie te verkrijgen.  Het bestuur bestond uit twee senior vroedvrouwen, een arts en twee chirurgen.  Mevrouw Dupuis, een van de twee belangrijkste vroedvrouwen, was koninklijke vroedvrouw aan het hof van Hendrik IV. Dupuis maakte bezwaar tegen het feit dat Bourgeois een vergunning kreeg, omdat ze met een chirurg getrouwd was. In die tijd concurreerden Parijse chirurgen met vroedvrouwen om de meest elitaire cliënten.  Bourgeois beweert dat Dupuis heeft gezegd: ‘Mijn hart zegt me dat dit niet goed nieuws voor ons is.’  Bourgeois voegt eraan toe dat Dupuis haar lange tijd heeft vastgehouden en haar met de brandstapel heeft bedreigd als ze zou proberen met Dupuis te concurreren. Ondanks de zorgen van Dupuis lieten de andere leden van de raad toe dat Bourgeois haar licentie kreeg en beëdigd vroedvrouw werd. 
In 1601 vernam Bourgeois dat de nieuwe koningin van Hendrik IV, Maria de' Medici, zwanger was en dat ze Madame Dupuis, de koninklijke vroedvrouw, niet “aangenaam” vond. Bourgeois herinnerde zich het leed dat Madame Dupuis haar had aangedaan tijdens het examen voor de licentiecommissie en zei daarover: "Ik [zou] ook een andere vrouw hebben gewild." Met de hulp van buren, vrienden, voormalige cliënten en koninklijke artsen, evenals de hofdames van de koningin zelf en hun bedienden, bedacht Bourgeois een uitgebreid plan om Dupuis te vervangen. Terwijl Bourgeois geen manier kon vinden om de koningin privé te ontmoeten, wist ze wel even de aandacht van de koningin te trekken tijdens een groot banket in het Huis van Gondi, waar het koninklijk paar een of twee keer per week dineerde.  Op het juiste moment gaven de bondgenoten van Bourgeois de koningin opdracht Bourgeois van een afstandje in de gaten te houden. Onder de indruk van haar kalme gedrag en rechtopstaande houding – kenmerken die in de tijd van Bourgeois morele en fysieke kracht symboliseerden –, verklaarde de koningin dat ze niet wilde dat een andere vroedvrouw haar ooit zou aanraken. 

## Schrijven
Bourgeois' successen aan het koninklijk hof brachten haar een aanzienlijk salaris op. Daarnaast resulteerde de literaire steun van de koningin in de publicatie van haar Observations diverses in drie opeenvolgende delen. Deze omvatten diverse genres: medische verhandelingen, autobiografie, geschiedenis, poëzie – waarin zij haar aanhangers prees en haar tegenstanders hekelde  – en advies over opvoeding. Bourgeois' voornaamste doel met haar werk was echter de verbetering van de gezondheid en het verlichten van het lijden van vrouwen en pasgeborenen. In alle drie de delen baseerde Bourgeois zich primair op haar eigen ervaringen in plaats van op antieke teksten – een relatief onconventionele keuze in een tijd waarin de Franse geneeskunde nog vaak leunde op praktijken uit het oude Griekenland en Rome, alsook uit middeleeuws Europa. Haar eerste boek bevatte vernieuwende verloskundige protocollen die, mits correct toegepast, levens konden redden. Zo gaf Bourgeois instructies over het induceren van de bevalling bij een vernauwd bekken, de extractie van een baby in gezichtsligging, en het afbinden van de navelstreng met twee ligaturen indien deze om de hals gewikkeld was.  Zij voegde tevens gevalideerde medicinale recepten voor alledaags gebruik toe (soms, naar eigen zeggen, door ze op zichzelf te testen), evenals meer dan vier dozijn gedetailleerde ziektegeschiedenissen. Destijds waren er weinig teksten met dergelijke praktische informatie over verloskunde en moederzorg voor vrouwen, laat staan geschreven vanuit het perspectief van een vrouw. In de vroegmoderne periode werd Observations diverses in het Duits en Nederlands vertaald, en gedeeltelijk en onnauwkeurig in het Engels. 
Het tweede deel van Observations diverses, voor het eerst gepubliceerd in 1617, bevat medisch advies evenals autobiografisch en historisch materiaal. Het boek bevat onder meer ‘Advies aan mijn dochter’, een didactisch essay over de valkuilen van het uitoefenen van het vroedvrouwenberoep. Het is, voor zover wij weten, de eerste tekst in zijn soort die door een vroedvrouw – een handelaar – aan haar dochter is geschreven.  In het essay worden religieuze en morele richtlijnen beschreven met betrekking tot onderwerpen als abortus, seksueel overdraagbare aandoeningen en vrouwelijke eerbaarheid. Ook wordt beschreven hoe een vroedvrouw kan voorkomen dat ze de schuld krijgt van mislukte bevallingen. Het tweede deel bevat bovendien “How I Learned the Art of Midwifery” – een korte autobiografische schets die bronmateriaal is geworden voor bijna alle secundaire verslagen van Bourgeois' leven. Een derde essay, “Het ware verslag van de geboorten van mijn Heren en Dames, de kinderen van Frankrijk, met de opmerkelijke bijzonderheden daarvan,” bevat een dramatisering van de geboorte van de toekomstige Lodewijk XIII. De eerste zwangerschap van de koningin vond plaats in een tijd dat Frankrijk wanhopig behoefte had aan een directe mannelijke troonopvolger; het ontbreken van een troonopvolger had de dynastieke en godsdienstoorlogen van de voorafgaande dertig jaar verergerd. 
Bourgeois' verhaal over de geboorte van de toekomstige Lodewijk XIII toont haar kennis van en speelse houding ten opzichte van het cruciale belang dat de Bourbon-koninklijken hechtten aan het hebben van een mannelijke erfgenaam.  Deze houding kon uiteraard pas worden aangenomen nadat de toekomstige koning daadwerkelijk was geboren. In haar dramatisering van zijn geboorte gaf Bourgeois blijk van een carnavaleske interpretatie van deze sleutelgebeurtenis door te impliceren dat zij de sekse van het ongeboren kind vlak voor de geboorte kon bepalen, een algemeen aanvaarde opvatting in haar tijd.  Ze beweerde verder dat ze Hendrik IV op een emotionele achtbaan had gezet door het geslacht van het kind niet meteen na de geboorte te onthullen.  Ze creëerde een verhalende spanning door uitgebreid te beschrijven hoe ontdaan de koning en zijn hovelingen waren, totdat Bourgeois het naakte kind onthulde.  In dit verhaal bagatelliseert Bourgeois ook de rol die de aanwezige koninklijke artsen en chirurgen bij het evenement speelden; ze noemt ze nauwelijks. 
In haar verhalen over de daaropvolgende geboortes van de vijf broers en zussen van de toekomstige Lodewijk XIII gaf Bourgeois intieme details over de bevalling van de koningin en beschreef ze de zorgen van de koninklijke familie over het vinden van geschikte minnen. Ze beschreef ook waar de bevallingen plaatsvonden, de gesprekken tussen de koningin en anderen die haar begeleidden en het feit dat de koningin Bourgeois een speciale fluwelen muts toekende. Over deze laatste gebeurtenis pochte ze: ‘Vroeger droegen koninklijke vroedvrouwen fluwelen halssnoeren en een dikke gouden ketting om hun nek. … Ik heb de eer dat geen enkele andere vrouw, behalve ik, de koningin heeft aangeraakt tijdens haar bevallingen en daarna.’  Deze verhalen bieden een uniek verslag van koninklijke geboorten, die niet alleen de verloskundige vaardigheden van Bourgeois benadrukken, maar ook haar perspectief op de interne werking van het hof op een kritiek moment in de Franse geschiedenis.
In het tweede deel vertelde Bourgeois haar lezers dat ze het vorige deel wilde ‘herzien en uitbreiden’ door er een lang hoofdstuk over baarmoederziekten aan toe te voegen.  Bovendien stelde ze een mythologische genealogie op over haar klim naar de positie van koninklijke vroedvrouw, en haar dochter werd in die genealogie opgenomen. Bourgeois kon haar voorouders herleiden tot Phaenarete, een vroedvrouw en de moeder van Socrates, die haar volgens Bourgeois had geadopteerd. Bourgeois beweerde verder dat de oude godin van de geboorte, Lucina, jaloers werd op Phaenarete. Om haar trouw aan Bourgeois te tonen, gaf Lucina Mercurius opdracht Bourgeois naar het paleis te begeleiden, waar zij koninklijke vroedvrouw werd.  Het opstellen van dergelijke genealogieën om het eigen persoonlijke en professionele gezag te verdedigen en te bevestigen, was in die tijd een gangbare praktijk onder mannelijke en vrouwelijke auteurs. Ook in dit boek besprak Bourgeois hoe je minnen kiest en presenteerde hij een reeks ongewone casussen. 
Het derde deel, uitgegeven in 1626, was het kortst. Het bevat ziektegeschiedenissen die het belang van mondeling overgedragen kennis benadrukken. Bourgeois schreef over haar groeiende bezorgdheid over incompetente artsen die vrouwen adviseren zonder dat ze de symptomen of andere aspecten van de zwangerschap werkelijk begrijpen.

## Einde van de carrière
Bourgeois was koninklijke vroedvrouw tijdens het regentschap van Maria de' Medici en de regeerperiode van Lodewijk XIII. In 1627 stierf de schoonzuster van de koning, Marie de Montpensier, zes dagen na de geboorte van haar kind, terwijl ze onder de hoede van Bourgeois was. Marie de Médicis gaf opdracht tot een autopsie. Uit het gepubliceerde rapport bleek dat Bourgeois de schuld droeg voor de dood, waarvan werd aangenomen dat deze was veroorzaakt door achtergebleven stukjes placenta die in de baarmoeder waren gevonden. 
Als reactie op deze impliciete aanval op haar competentie schreef Bourgeois een kort pamflet, Fidelle relation de l'accouchement, maladie et ouverture du corps de feu Madame, waarin ze zichzelf verdedigde. Zij benadrukte haar vele kwalificaties; zij citeerde haar praktijk als vroedvrouw gedurende vierendertig jaar; en merkte op dat zij op eervolle wijze de juiste licentie had verkregen en boeken over vroedkunde had geschreven die door artsen in Engeland en Duitsland werden gebruikt.  Zij beweerde met name dat zij de bevalling van de placenta op de juiste manier had uitgevoerd. Zelfs als er kleine stukjes placenta waren overgebleven, zo hield ze vol, zouden die door de lochia zijn weggespoeld, zoals de oude Griekse chirurg Paulus Aeginata en haar tijdgenoot, de anatoom Girolamo Fabrici d'Acquapendente (1565-1613), in hun geschriften hadden besproken.  Haar zelfverdediging kon haar tegenstanders echter niet overtuigen. Nu al haar bondgenoten aan het hof overleden waren, maakte het schandaal hoogstwaarschijnlijk een einde aan haar carrière als koninklijke vroedvrouw. 
Een jaar voordat ze stierf, bracht Bourgeois op aandringen van haar uitgever het boek Recueil de secrets uit, een verzameling geneesmiddelen. Haar aarzeling om te publiceren kwam voort uit de vrees om recepten vrij te geven die ze geheim had willen houden voor haar dochter Antoinette, die eveneens vroedvrouw was. De uitgever schreef hierover: "Het enige dat haar er lange tijd van weerhield zich voor mijn gebeden te buigen, was de aandacht voor haar dochter, die haar beroep had omarmd, wat ze vreesde te schaden. Uiteindelijk erkennend dat ze door haar vaardigheid en grote oordeel zo'n reputatie had verworven dat ze [haar dochter] voortaan op zichzelf zeer aanbevelenswaardig was, zonder dat ze dat door de geheimen van haar moeder hoefde te zijn, gaf ze mij dit manuscript." 
Bourgeois stierf op 20 december 1636. Ze werd begraven bij haar voorouders, die buiten Parijs woonden, in plaats van bij haar echtgenoot, wiens graf in de stad was. 

## Publicaties van Louise Bourgeois Boursier
- 1609 : Observations diverses sur la stérilité, perte de fruict, foecondité, accouchements et maladies des femmes et enfants nouveaux naiz, 1 vol. Parijs, Saugrain (1e deel).
- 1617 : Observations diverses sur la stérilité, perte de fruict, foecondité, accouchements et maladies des femmes et enfants nouveaux naiz, 2 vols. Parijs, Saugrain.
- 1626 : Observations diverses sur la stérilité, perte de fruict, foecondité, accouchements et maladies des femmes et enfants nouveaux naiz, 3 vols. Parijs, Mondière.
- 1627 : Apologie de Louyse Bourgeois dite Bourcier, Sage femme de la Royne mere du Roy, & de feu Madame. Contre le rapport des medecins. Parijs, Mondière.
- 1627 (?): Fidelle relation de l’accouchement, maladie et ouverture du corps de feu Madame [zonder plaats]
- 1635 : Recueil des secrets. Parijs, Mondière.

## Aanbevolen lectuur
- Bourgeois, Louise. Vroedvrouw van de koningin van Frankrijk: Diverse observaties. Geredigeerd door Alison Klairmont Lingo. Vertaald door Stephanie O'Hara. Toronto en Tempe: Iter en Arizona Center for Medieval and Renaissance Studies, 2017.
- Bourgeois, Louise. Verschillende observaties over de steriliteit, het fruit, de gezondheid, de problemen en ziekten van vrouwen en nieuwe kinderen; suivi de Instructies à ma fille: 1609. Geredigeerd door Françoise Olive. Parijs: Côté-femmes, 1992.
- Broomhall, Susan. Medisch werk door vrouwen in het vroegmoderne Frankrijk. Manchester, VK: Manchester University Press, 2004.
- Chereau, Achille. Marie de Medici, koningin van Frankrijk en Navarra, zes leveringen. Parijs: Willem Press, 1875.
- Gelbart, Nina Rattner, De vroedvrouw van de koning: een geschiedenis en mysterie van Madame du Coudray. Berkeley: University of California Press, 1998.
- Groen, Monica. Vrouwengeneeskunde mannelijk maken: de opkomst van mannelijk gezag in de premoderne gynaecologie. Oxford, VK: Oxford University Press, 2008.
- Groen, Monica. Gezondheidszorg voor vrouwen in het middeleeuwse Westen: teksten en contexten. Aldershot, VK: Routledge, 2002.
- Klairmont Lingo, Alison. “Louise Bourgeois' school voor leren en handelen.” Women's Studies: An Interdisciplinary Journal 49, nr. 3 (2020): 229–255. doi.org/10.1080/00497878.2020.1714396.
- Klairmont Lingo, Alison. “Connaître le secret des femmes: Louise Bourgeois (1563–1636), wijze vrouw de la reine, en Jacques Guillemeau (1549–1613), chirurgien du roi.” In Enfanter: discours, pratiques et representations de l'accouchement, ed. Adeline Gargam, 113–126. Frankrijk: Artois Presses Université, 2017.
- Klairmont Lingo, Alison. “Louise Bourgeois.” In Dictionnaire des femmes de l'Ancienne France, uitg. Marie-Elisabeth Henneau. SIEFAR, 2016.
- Morwiche, Pascale, "Donner in royaume", Grossesses en moeders à la Cour, XVIIe–XVIIIe siècle. Parijs: CNRS Editions, 2022.
- O'Hara, Stephanie. “Vertaling, gender en vroegmoderne verloskunde: Louise Bourgeois' diverse observaties en The Complete Midwife's Practice.” New England Journal of History 65, nr. 1 (2008): 28–55.
- Perkins, Wendy. Verloskundige geneeskunde in het moderne Frankrijk: Louise Bourgeois. Exeter, VK: University of Exeter Press, 1996.
- Lees, Kirk D. Het baren van lichamen in het vroege Frankrijk: verhalen over gender en voortplanting. Abingdon, VK: Routledge, 2011.
- Robin, Diana, Anne R. Larsen en Carole Levin, red. Encyclopedie van vrouwen in de Renaissance: Italië, Frankrijk en Engeland. Santa Barbara, CA: ABC-CLIO, 2007.
- Sheridan, Bridgette. “Waarheen met het krijgen van kinderen: gender, status en de professionalisering van de geneeskunde in het vroegmoderne Frankrijk.” In Gender and Scientific Discourse in Early Modern, red. Kathleen P. Long, 239–258. Abingdon, VK: Routledge, 2016.
- Thomas, Samuel. “Vroegmoderne vroedkunde: het beroep splitsen, de geschiedenis verbinden.” Journal of Social History 43, nr. 1 (2009): 115–138.
- Tucker, Holly. Ficties over zwangerschap: de bevalling en het sprookje in het vroegmoderne Frankrijk. Detroit, IL: Wayne State University Press, 2003.
- Worth-Stylianou, Valerie. “Geboorteverhalen in Franse medische werken ca. 1500–1650”, www.birthingtales.org.
- Worth-Stylianou, Valerie. Zwangerschap en geboorte in het vroegmoderne Frankrijk: verhandelingen van zorgzame artsen en chirurgen (1581–1625). Toronto: Centrum voor Reformatie en Renaissance Studies, 2013.

- Bibsys: 3096613
- Bibliothèque nationale de France: cb12264846h (data)
- Catàleg d'autoritats de noms i títols de Catalunya: 981058522073406706
- Gemeinsame Normdatei: 119410508
- International Standard Name Identifier: 0000 0000 8851 2617
- Library of Congress Control Number: n85196653
- Nationale Bibliotheek van Tsjechië: nlk20000082986
- Nationale bibliotheek van Australië: 36009709
- Nationale Bibliotheek van Israël: 987007258802105171
- Nederlandse Thesaurus van Auteursnamen: 072814179
- Système universitaire de documentation: 031433219
- Trove: 1183663
- Virtual International Authority File: 12366848
- WorldCat: E39PBJqkbCVrPg8KdppWKDhrbd